# エスカロープ

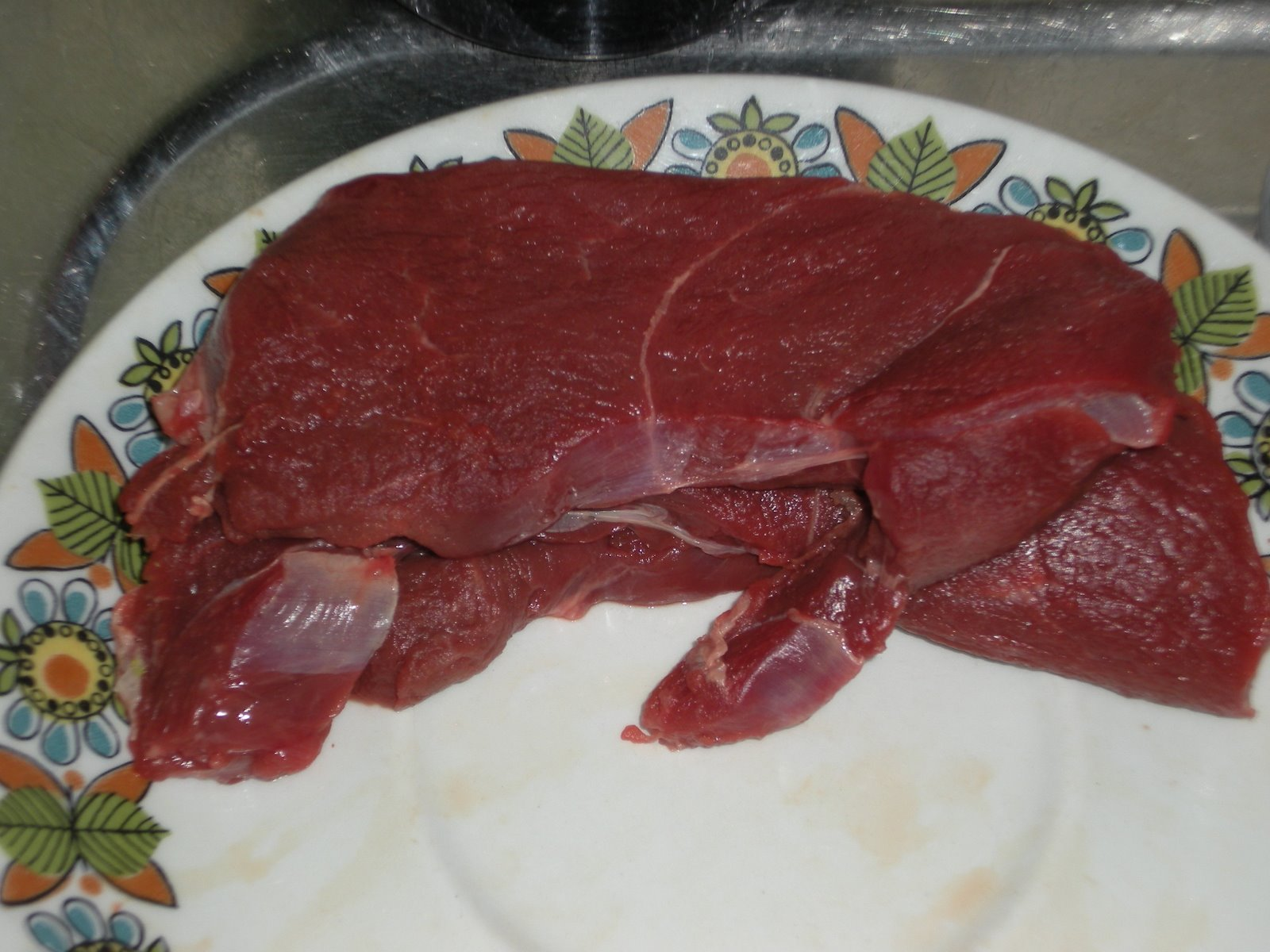
鹿肉のエスカロープ

エスカロープ（仏: escalope、英: escalope、エスカロプとも）は手早く調理できるよう、薄切り肉をミートハンマー、麺棒またはナイフの柄を用いてさらに薄くした骨なしの肉。
エスカロープには仔牛肉、豚肉、鶏肉、七面鳥、フォアグラなどの白身の肉およびサーモンのような魚肉が用いられる。
仔牛のエスカロープを用いたレシピに、ウインナーシュニッツェルやコルドン・ブルーがある。またイタリア料理では、サルティンボッカの様な同様の仔牛肉の薄切りがスカロッピーネと呼ばれる。
アメリカ南部料理のチキンフライドステーキにも同様の処理を施した牛肉（キューブステーキ）が用いられる。
日本屈指の老舗洋食店である東京銀座の煉瓦亭のメニューでは「仔牛チーズ焼」の英訳を "Veal Escalope" としている。